# Nicolas Deschamps
El padre Nicolas Deschamps nacido en Villefranche, Rhône en 1797 y fallecido en Aix-en-Provence en 1872, era un religioso jesuita francés y autor de libros y personaje del antimasonismo católico. 

## Biografía
Es conocido por su libro sobre la sociedades secretas donde denunció una conspiración masónica detrás de la Revolución francesa. También denunció la pertenencia de Napoleón Bonaparte a la "logia masónica de los Templarios" de Lyon. Señaló que el origen de la masonería era el maniqueísmo y denunció sus enlaces con los Iluminados de Baviera. Reveló que el rey Luis XVI de Francia fue condenado a muerte en conventos masónicos antes de ser condenado por la Asamblea Nacional de Francia.